# Cruks en Karnak
I Cruks en Karnak sono una rockband dell'Ecuador nata a Quito nel 1989.
Si forma in un quartiere della classe media e agli esordi cerca di farsi spazio sulla scena locale con esibizioni nei pub di Quito; successivamente diventano popolari in tutta la nazione attraverso la radio. Fin dagli inizi la loro caratteristica è la ricerca di riscoprire i valori del nazionalismo ecuadoriano. La loro musica mette insieme rock con pop, musica afro-latina folk e altri sound.
I Cruks hann avuto successo in tutta l'America Latina e negli USA, dividendo il palcoscenico con importanti colleghi, mostrando la qualità della musica ecuadoriana.
Durante i  Mondiali di calcio 2006 in Germania vennero invitati per esibirsi in numerosi show dal vivo in nazioni europee, dove hanno guadagnato il rispetto del pubblico grazie al loro stile originale.
La band si sciolse nel 2007, dopo aver lanciato l'ultimo album, "Antrologia".

## Formazione
- Sergio Sacoto Arias
- Andrés Sacoto Arias
- Pablo Santacruz
- Pablo Estrella

## Collaboratori
- Ernesto Karolys batteria
- Gino Castillo percussioni

## Discografia
- Tu Culpa (1993])
- Cruks en Karnak (1997)
- La dimensión del cuy (1999)
- Las desventuras de Cruks en Karnak (2003)
- 13 Gracias (2004)
- Antrología (2006)